# Grb Egipta
Grb Egipta sastoji se od zlatnog orla koji gleda lijevo. Ovaj simbol datira iz vremena Saladina.

## Opis
Na prijestolju na kojem takozvani Saladinov orao stoji, arapskim pismom napisano je nacionalno ime Jumhuriyat Misr al-Arabiya. Orao na grudima nosi štit s bojama zastave, ali ne vodoravno, već okomito. Nakon kraja Ujedinjene Arapske Republike godine 1961., orao je nosio dvije zvijezde do 1971. Između 1972. i 1984., orla je zamijenio zlatni sokol.